# 西川潤
西川潤（2002年2月21日—），日本足球運動員，現時被日職球隊大阪櫻花外借鳥栖砂岩，司職中場。

## 俱乐部生涯
西川润2020年赛季正式从桐光学院加盟大阪樱花，去年3月就已经内定加入的西川润曾作为特别指定球员在同年3月的日本联赛杯比赛上实现了职业球员的首秀。本赛季2月的日联杯和联赛均坐在替补席上，但没有出场。
2019年3月份已经内定下赛季正式加入大阪樱花，还得到了日职联赛的特别指定选手认定，他仍吸引了西甲球队巴塞隆纳的关注。

## 國家隊生涯
西川润是U15、U16、U19和U20各级国家队的常备球员，18年他率队获得亚足联U-16锦标赛冠军并夺得赛事MVP，2019年U20世界杯比赛西川润跳级入选。

## 外部連結
- Soccerway資料庫：西川潤
- 日本職業足球聯賽中的西川潤 （日語）